# 1931-es argentin labdarúgó-bajnokság (első osztály)
Az 1931-es Primera División volt a 40. alkalommal megrendezett, legmagasabb szintű labdarúgó-bajnokság Argentínában.
A bajnokság újra két részre szakadt az argentin labdarúgó-szövetség (AFA) által szervezett bajnokságban 16 klub, míg az újonnan alapított Liga Argentina de Football (LAF) által szervezett bajnokságban 18 csapat szerepelt.

## AFA – Argentin labdarúgó-szövetség
A torna 1931. június 28-án kezdődött és december 27-én ért véget.
| Hely. | Csapat                  | M  | Gy | D | V  | G+ | G– | Gk  | P  | Továbbjutás vagy kiesés |
| ----- | ----------------------- | -- | -- | - | -- | -- | -- | --- | -- | ----------------------- |
| 1.    | Almagro                 | 15 | 13 | 0 | 2  | 45 | 13 | +32 | 26 | Rájátszás               |
| 2.    | Estudiantil Porteño (B) | 15 | 12 | 2 | 1  | 31 | 17 | +14 | 26 | Rájátszás               |
| 3.    | Sportivo Buenos Aires   | 15 | 11 | 0 | 4  | 26 | 16 | +10 | 22 |                         |
| 4.    | El Porvenir             | 15 | 9  | 3 | 3  | 34 | 20 | +14 | 21 |                         |
| 5.    | Excursionistas          | 15 | 7  | 3 | 5  | 36 | 27 | +9  | 17 |                         |
| 6.    | Nueva Chicago (F)       | 15 | 7  | 3 | 5  | 22 | 24 | −2  | 17 |                         |
| 7.    | Argentino (Q)           | 15 | 7  | 2 | 6  | 24 | 24 | 0   | 16 |                         |
| 8.    | Sportivo Palermo        | 15 | 6  | 3 | 6  | 24 | 23 | +1  | 15 |                         |
| 9.    | Sportivo Barracas       | 15 | 5  | 4 | 6  | 35 | 30 | +5  | 14 |                         |
| 10.   | Barracas Central        | 15 | 5  | 4 | 6  | 22 | 26 | −4  | 14 |                         |
| 11.   | Estudiantes (BA)        | 15 | 5  | 3 | 7  | 20 | 23 | −3  | 13 |                         |
| 12.   | Colegiales              | 15 | 4  | 5 | 6  | 20 | 26 | −6  | 13 |                         |
| 13.   | Defensores de Belgrano  | 15 | 3  | 3 | 9  | 13 | 19 | −6  | 9  |                         |
| 14.   | Banfield                | 15 | 3  | 3 | 9  | 21 | 37 | −16 | 9  |                         |
| 15.   | Argentino (B)           | 15 | 2  | 2 | 11 | 12 | 25 | −13 | 6  |                         |
| 16.   | San Fernando (K)        | 15 | 1  | 0 | 14 | 13 | 48 | −35 | 2  | Kiesett                 |

### Rájátszás
| 1931. december 27. |

| Estudiantil Porteño            | 3–1 | Almagro          |
| ------------------------------ | --- | ---------------- |
| F. Martínez 25' 84' Bissio 70' |     | M. Fernández 42' |

| Estadio Sportivo Barracas, Buenos Aires Nézőszám: 4 000 Játékvezető: Cirilo Garigliano |

Az Estudiantil Porteño csapata nyerte meg a bajnokságot.

## LAF – Liga Argentina de Football
A torna 1931. május 31-én kezdődött és 1932. január 6-án ért véget.
| Hely. | Csapat                  | M  | Gy | D  | V  | G+  | G– | Gk  | P  | Továbbjutás vagy kiesés |
| ----- | ----------------------- | -- | -- | -- | -- | --- | -- | --- | -- | ----------------------- |
| 1.    | Boca Juniors (B)        | 34 | 22 | 6  | 6  | 85  | 49 | +36 | 50 | Bajnokcsapat            |
| 2.    | San Lorenzo             | 34 | 19 | 7  | 8  | 81  | 52 | +29 | 45 |                         |
| 3.    | Estudiantes (LP)        | 34 | 20 | 4  | 10 | 103 | 51 | +52 | 44 |                         |
| 4.    | River Plate             | 34 | 19 | 6  | 9  | 63  | 39 | +24 | 44 |                         |
| 5.    | Racing Club             | 34 | 19 | 5  | 10 | 81  | 51 | +30 | 43 |                         |
| 6.    | Independiente           | 34 | 18 | 7  | 9  | 69  | 60 | +9  | 43 |                         |
| 7.    | Chacarita Juniors       | 34 | 18 | 6  | 10 | 63  | 58 | +5  | 42 |                         |
| 8.    | Huracán                 | 34 | 13 | 7  | 14 | 58  | 49 | +9  | 33 |                         |
| 9.    | Vélez Sarsfield         | 34 | 13 | 7  | 14 | 63  | 68 | −5  | 33 |                         |
| 10.   | Ferro Carril Oeste      | 34 | 12 | 8  | 14 | 60  | 74 | −14 | 32 |                         |
| 11.   | Argentinos Juniors      | 34 | 12 | 7  | 15 | 49  | 61 | −12 | 31 |                         |
| 12.   | Gimnasia y Esgrima (LP) | 34 | 9  | 12 | 13 | 42  | 64 | −22 | 30 |                         |
| 13.   | Platense                | 34 | 13 | 3  | 18 | 52  | 52 | 0   | 29 |                         |
| 14.   | Quilmes                 | 34 | 12 | 5  | 17 | 53  | 62 | −9  | 29 |                         |
| 15.   | Talleres (RE)           | 34 | 11 | 2  | 21 | 48  | 68 | −20 | 24 |                         |
| 16.   | Tigre                   | 34 | 8  | 7  | 19 | 47  | 70 | −23 | 23 |                         |
| 17.   | Lanús                   | 34 | 10 | 2  | 22 | 43  | 82 | −39 | 22 |                         |
| 18.   | Atlanta                 | 34 | 4  | 7  | 23 | 33  | 83 | −50 | 15 |                         |

## Góllövőlista
| # | Játékos            | Klub             | Gólok |
| - | ------------------ | ---------------- | ----- |
| 1 | Alberto Zozaya     | Estudiantes (LP) | 33    |
| 2 | Alejandro Scopelli | Estudiantes (LP) | 31    |
| 3 | Francisco Varallo  | Boca Juniors     | 27    |